# Torneo Apertura 2003 (Guatemala)
El Torneo de Clausura 2004 fue el 9.º torneo corto del fútbol guatemalteco de la Liga Nacional en Guatemala, quedando como campeón el Municipal.

## Equipos

### Equipos participantes
| Club                                   | Ciudad              | Departamento   | Estadio                         | Capacidad |
| -------------------------------------- | ------------------- | -------------- | ------------------------------- | --------- |
| Antigua GFC                            | Antigua Guatemala   | Sacatepéquez   | Estadio Pensativo               | 9.000     |
| Aurora Fútbol Club                     | Ciudad de Guatemala | Guatemala      | Estadio del Ejército            | 13.300    |
| Club Social y Deportivo Comunicaciones | Ciudad de Guatemala | Guatemala      | Estadio Cementos Progreso       | 17.000    |
| Club Social y Deportivo Municipal      | Ciudad de Guatemala | Guatemala      | Estadio del Trébol              | 25.000    |
| Cobán Imperial                         | Cobán               | Alta Verapaz   | Estadio José Ángel Rossi        | 15.000    |
| Deportivo Jalapa                       | Jalapa              | Jalapa         | Estadio Las Flores              | 10.000    |
| Deportivo Marquense                    | San Marcos          | San Marcos     | Estadio Marquesa de la Ensenada | 10.000    |
| Deportivo Teculután                    | Teculután           | Zacapa         | Estadio Julio Hector Paz        | 8.000     |
| Deportivo Zacapa                       | Zacapa              | Zacapa         | Estadio David Ordóñez Bardales  | 10.000    |
| Xelajú Mario Camposeco                 | Quetzaltenango      | Quetzaltenango | Estadio Mario Camposeco         | 10.000    |

### Equipos por Departamento
| Departamento   | N.º | Equipos                           |
| -------------- | --- | --------------------------------- |
| Guatemala      | 3   | Aurora, Comunicaciones, Municipal |
| Zacapa         | 2   | Teculutan, Zacapa                 |
| Alta Verapaz   | 1   | Cobán Imperial                    |
| Jalapa         | 1   | Jalapa                            |
| Quetzaltenango | 1   | Xelajú                            |
| Sacatepéquez   | 1   | Antigua GFC                       |
| San Marcos     | 1   | Marquense                         |

## Fase de clasificación
|  | Pos. | Equipos        | PJ | PG | PE | PP | GF | GC | Dif. | PTS | Clasificación        |
|  | ---- | -------------- | -- | -- | -- | -- | -- | -- | ---- | --- | -------------------- |
|  | 1.º  | Comunicaciones | 18 | 10 | 6  | 2  | 38 | 21 | +17  | 36  | Semifinales          |
|  | 2.º  | Municipal      | 18 | 10 | 4  | 4  | 36 | 24 | +12  | 34  | Semifinales          |
|  | 3.º  | Cobán Imperial | 18 | 7  | 5  | 6  | 22 | 19 | +3   | 26  | Acceso a semifinales |
|  | 4.º  | Xelajú MC      | 18 | 7  | 3  | 8  | 25 | 26 | -1   | 24  | Acceso a semifinales |
|  | 5.º  | Teculután      | 18 | 6  | 6  | 6  | 25 | 27 | -2   | 24  | Acceso a semifinales |
|  | 6.º  | Jalapa         | 18 | 6  | 5  | 7  | 36 | 35 | +1   | 23  | Acceso a semifinales |
|  | 7.º  | Antigua GFC    | 18 | 4  | 7  | 7  | 18 | 21 | -3   | 19  |                      |
|  | 8.º  | Zacapa         | 18 | 4  | 7  | 7  | 27 | 33 | -6   | 19  |                      |
|  | 9.º  | Aurora         | 18 | 4  | 7  | 7  | 16 | 25 | -9   | 19  |                      |
|  | 10.º | Marquense      | 18 | 5  | 4  | 9  | 23 | 35 | -12  | 19  |                      |
|  |      |                |    |    |    |    |    |    |      |     |                      |

## Líderes individuales

### Trofeo Botín de Oro
Posiciones Actuales.
| N.º | Jugador     | Goles | Penales | Equipo           |
| --- | ----------- | ----- | ------- | ---------------- |
|     | Erwin Godoy | 13    | 0       | Deportivo Jalapa |

## Fase Final
|  | Clasificación a Semifinales | Clasificación a Semifinales | Clasificación a Semifinales | Clasificación a Semifinales | Clasificación a Semifinales |  |  | Semifinales | Semifinales    | Semifinales | Semifinales | Semifinales |  |  | Final | Final          | Final | Final | Final |
|  |                             |                             |                             |                             |                             |  |  |             |                |             |             |             |  |  |       |                |       |       |       |
|  |                             |                             |                             |                             |                             |  |  | 1           | Comunicaciones | 0           | 3           | 3           |  |  |       |                |       |       |       |
|  | 4'                          | Xelajú MC                   | 0                           | 2                           | 2                           |  |  | 4           | Xelajú MC      | 2           | 1           | 3           |  |  |       |                |       |       |       |
|  | 5                           | Teculután                   | 2                           | 0                           | 2                           |  |  |             |                |             |             |             |  |  | 1     | Comunicaciones | 2     | 0     | 2     |
|  |                             |                             |                             |                             |                             |  |  |             |                |             |             |             |  |  | 2     | Municipal      | 3     | 0     | 3     |
|  |                             |                             |                             |                             |                             |  |  | 3           | Cobán Imperial | 1           | 0           | 1           |  |  |       |                |       |       |       |
|  | 3                           | 'Cobán Imperial             | 2                           | 1                           | 3                           |  |  | 2           | Municipal      | 0           | 4           | 4           |  |  |       |                |       |       |       |
|  | 6                           | Deportivo Jalapa            | 1                           | 1                           | 2                           |  |  |             |                |             |             |             |  |  |       |                |       |       |       |

| Campeón Apertura 2003 |
| Municipal 21.º Título |
| --------------------- |